# Dingo (film, 1991)
Pour les articles homonymes, voir Dingo.
Pour plus de détails, voir Fiche technique et Distribution.
Dingo est un film australien réalisé par Rolf De Heer, sorti en 1991. 
Le film met en vedette Miles Davis qui y joue en quelque sorte son propre rôle, soit celui de Billy Cross, un célèbre trompettiste de jazz. Le film tient de la biographie romancée. Sa bande originale, Dingo, est composée et interprétée par Miles Davis et Michel Legrand, dont il s'agit de la seconde collaboration, après l'album Legrand Jazz paru quelque trente ans plus tôt.
Rolf De Heer voulait d'abord confier le rôle de Billy Cross à Yaphet Kotto, puis à Sammy Davis, Jr. Le nom de Miles Davis — qu'il ne connaissait que de réputation — lui fut suggéré par un ami. Une rencontre fut organisée, qui convainquit De Heer de faire confiance à Davis. Avant de jouer dans Dingo son unique rôle d'importance, Davis avait incarné un proxénète dans un épisode de la série Miami Vice (1985), de même qu'un musicien de rue dans le film Scrooged (1988).

## Synopsis
John "Dingo" Anderson vit au fond du bush australien, loin de tout. Un jour, un jet privé transportant le trompettiste de jazz légendaire Billy Cross (Miles Davis), de même que ses musiciens, se pose au milieu du désert australien, entre deux concerts internationaux, pour réparer une avarie. Billy Cross improvise alors un petit concert au milieu du désert pour quelques spectateurs privilégiés qui se trouvent là par hasard. John Anderson tombe instantanément sous son charme, et se prend d'une passion pour le célèbre trompettiste et sa musique. Il aspire dès lors à jouer au moins une fois en duo de trompettes avec son idole, devant le public averti d'un club de Jazz parisien. Presque arrivé à l'âge de trente-trois ans, plusieurs années après avoir croisé pour la première fois le grand trompettiste, il se décide enfin à partir pour Paris, dans l'espoir de concrétiser son rêve. Pour ce faire, il devra toutefois tirer Billy Cross de sa quasi-retraite.

## Citation
« Un an avant sa mort, Miles m’a appelé à Paris et m’a dit : « La grenouille — il m’appelait toujours “la grenouille” — amène-toi à Los Angeles ! Nous allons réaliser une bande originale de film ensemble ! » Il faisait la bande originale d’un film australien intitulé Dingo, dans lequel il jouait également. Quand Miles a téléphoné, j’ai pris le premier avion pour Los Angeles ! Nous y avons passé une journée, deux journées, trois journées, lui avec sa trompette, moi au piano. Mais plutôt que de travailler, nous avons beaucoup bu, mangé, parlé et écouté de la musique […]. À un certain moment, je lui ai dit : « Miles, nous sommes censés entrer en studio dans quatre jours, un gros orchestre va nous y attendre, et nous n’avons rien ! » Il m’a répondu : « Laisse tomber. Contentons-nous  d’avoir du plaisir ». Finalement, je lui ai dit : « J’ai une idée. Reste ici. Je vais tout écrire seul, préenregistrer avec l’orchestre, et le jour suivant tu t’occuperas de tes parties de trompette ». « Michel, tu es un génie ». Il était si paresseux : c’est ce qu’il voulait entendre depuis le début. J’ai travaillé pendant trois jours et trois nuits, puis il est venu et a joué comme un ange. Il n’a jamais joué ce à quoi je m’attendais, pas même une fois. Il lui arrivait de débuter avec une note à laquelle je n’avais pas même rêvé. C’était là son génie. Dieu que j’aimais cet homme ! Chose étrange, mon premier disque de jazz fut avec lui, et son dernier disque de jazz fut avec moi. »

— Michel Legrand (cité dans les notes originales de Michel Legrand : Legrand Jazz + Miles Davis : Ascenseur pour l’échafaud (EJC 55433))

## Fiche technique
- Réalisation : Rolf De Heer, assisté de Christian Faure
- Scénario : Marc Rosenberg
- Musique : Miles Davis et Michel Legrand (B.O. Dingo, 1992)
- Photographie : Denis Lenoir
- Montage : Suresh Ayyar
- Production : Giorgio Draskovic, Marie-Pascale Osterrieth, Marc Rosenberg, Rolf De Heer
- Société de production : Gevest Australia Productions, AO Productions, Ciné Cinq et Dedra Film
- Société de distribution : AAA (France)
- Pays :  France et  Australie
- Genre : drame et musical
- Durée : 109 minutes
- Dates de sortie : 
  - États-Unis : décembre 1991 (Los Angeles, Californie) / 31 janvier 1992 (sortie nationale)
  - France :	8 janvier 1992
  - Australie : 30 janvier 1992

## Distribution
- Colin Friels : John Anderson
- Miles Davis : Billy Cross
- Helen Buday : Jane Anderson
- Joe Petruzzi : Peter
- Brigitte Catillon : Beatrice Boulain
- Bernard Fresson : Jacques Boulain
- Bernadette Lafont : Angie Cross
- Steven Shaw : Archie
- Helen Doig : Ruth
- Daniel Scott : John jeune
- Chelsea Gibson : Jane jeune
- Ben Mortley : Peter jeune
- Elissa McAuliffe : Emma Anderson
- Fiona Bradshaw : Jo Anderson